# Shannonomyia (Shannonomyia) austrolathraea
Shannonomyia (Shannonomyia) austrolathraea is een tweevleugelige uit de familie steltmuggen (Limoniidae). De soort komt voor in het Neotropisch gebied.